# Gordon Milne
Gordon Milne (sinh ngày 29 tháng 3 năm 1937) là một cầu thủ bóng đá người Anh.

## Đội tuyển bóng đá quốc gia Anh
Gordon Milne thi đấu cho đội tuyển bóng đá quốc gia Anh từ năm 1963-1964.

## Thống kê sự nghiệp
| Đội tuyển bóng đá Anh | Đội tuyển bóng đá Anh | Đội tuyển bóng đá Anh |
| Năm                   | Trận                  | Bàn                   |
| --------------------- | --------------------- | --------------------- |
| 1963                  | 5                     | 0                     |
| 1964                  | 8                     | 0                     |
| Tổng cộng             | 13                    | 0                     |